# Elecciones municipales de 2023 en Zaragoza
Las elecciones municipales de 2023 se celebraron en Zaragoza el domingo 28 de mayo, de acuerdo con el Real Decreto de convocatoria de elecciones locales en España dispuesto el 3 de abril de 2023 y publicado en el Boletín Oficial del Estado el 4 de abril. Se eligieron los 33 concejales del pleno del Ayuntamiento de Zaragoza, a través de un sistema proporcional (método d'Hondt), con listas cerradas y un umbral electoral del 5 %.

## Candidaturas
| Candidaturas con importancia institucional | Candidaturas con importancia institucional | Cabeza de lista          | pp (%)  | Cjal. |  |
| ------------------------------------------ | ------------------------------------------ | ------------------------ | ------- | ----- |  |
|                                            | Partido Socialista Obrero Español          | Lola Ranera              | 26.44 % | 10    |  |
|                                            | Partido Popular                            | Natalia Chueca           | 37.88 % | 15    |  |
|                                            | Ciudadanos                                 | Daniel Pérez Calvo       | 1.66 %  | 0     |  |
|                                            | Zaragoza en Común                          | Elena Tomás              | 5.83 %  | 2     |  |
|                                            | Podemos-Equo                               | Fernando Rivarés         | 4.49 %  | 0     |  |
|                                            | Vox                                        | Julio Calvo              | 12.36 % | 4     |  |
|                                            | PAR                                        | Clemente Sánchez-Garnica | 0.87    | 0     |  |
|                                            | CHA                                        | Chuaquín Bernal          | 4.74 %  | 0     |  |
|                                            | Aragón Existe                              | Raúl Burillo Pacheco     | 2.43 %  | 0     |  |
|                                            |                                            |                          |         |       |  |

## Concejales electos
| Partido           | Concejales/as                   |
| ----------------- | ------------------------------- |
| Partido Popular   | Natalia Chueca Muñoz            |
| Partido Popular   | Sara Fernández Escuer           |
| Partido Popular   | Ángel Lorén Villa               |
| Partido Popular   | Víctor Serrano Entío            |
| Partido Popular   | Alfonso Mendoza Trell           |
| Partido Popular   | Blanca Solans García            |
| Partido Popular   | Tatiana Gaudés Lalmolda         |
| Partido Popular   | Marian Orós Lorente             |
| Partido Popular   | Félix Brocate Puri              |
| Partido Popular   | Carlos Gimeno Casado            |
| Partido Popular   | Paloma Espinosa Gabasa          |
| Partido Popular   | José Miguel Pérez Bureta        |
| Partido Popular   | Pilar Cortés Bureta             |
| Partido Popular   | Ruth Bravo Barrio               |
| Partido Popular   | Carolina Andreu Castel          |
| PSOE              | Lola Ranera Gómez (portavoz)    |
| PSOE              | Francisco Galán Calvo           |
| PSOE              | Rosa Cihuelo Simón              |
| PSOE              | Horacio Royo Rospir             |
| PSOE              | Eva María Cerdán Diago          |
| PSOE              | Alfonso Gómez Gamez             |
| PSOE              | Marta Aparicio Sáinz de Varanda |
| PSOE              | José María Giral Monter         |
| PSOE              | Ana Becerril Mur                |
| PSOE              | Guillermo Ortiz Ortiz           |
| Vox               | Julio Calvo Iglesias (portavoz) |
| Vox               | Eva Torres Pulido               |
| Vox               | Armando Martínez Pérez          |
| Vox               | David Flores Serrano            |
| Zaragoza en Común | Elena Tomás Bona (portavoz)     |
| Zaragoza en Común | Suso Domínguez Sanz             |